# Casco-de-vaca-lilás

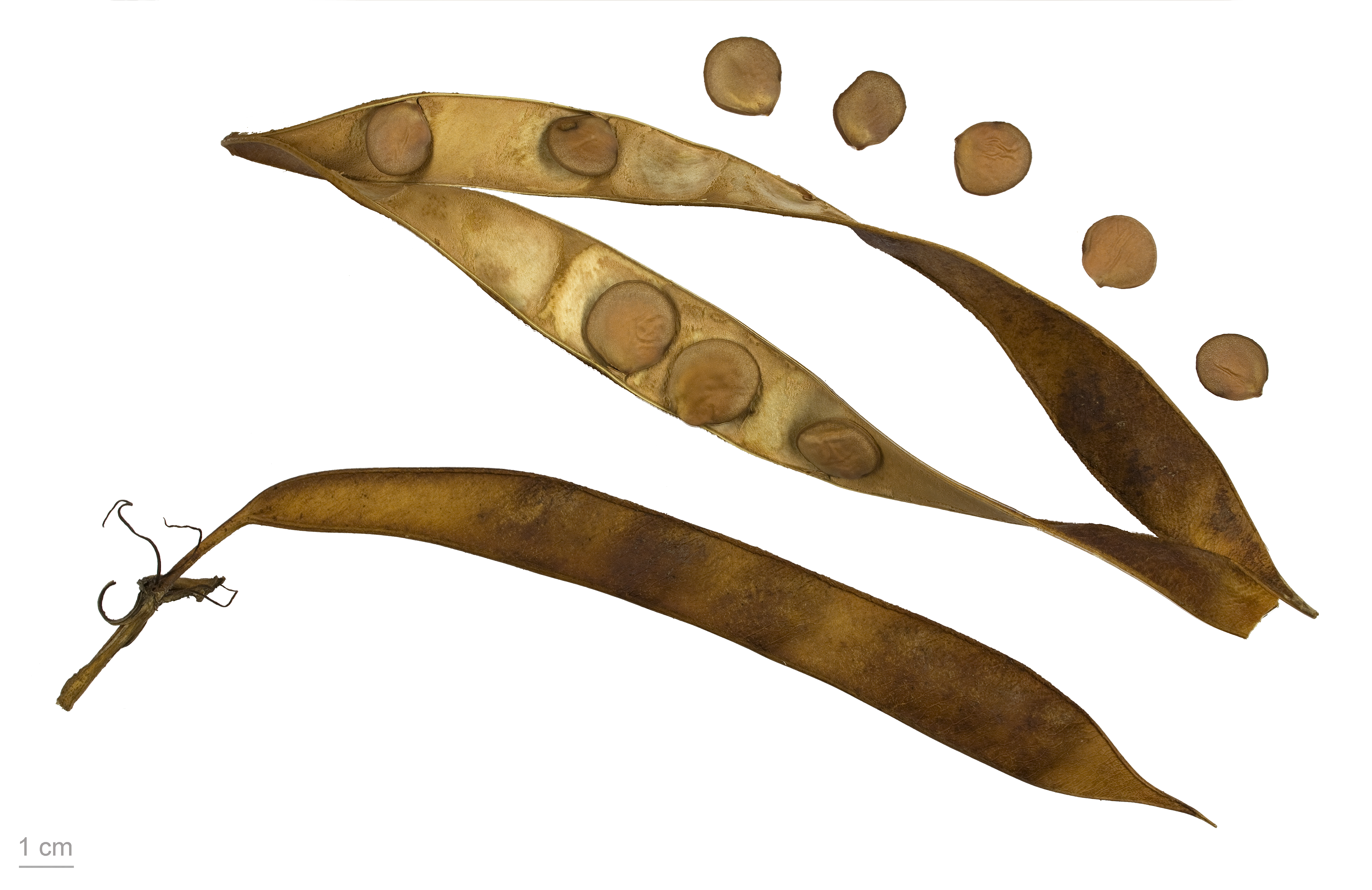
Bauhinia variegata - MHNT

Casco-de-vaca-lilás ou unha-de-vaca-lilás (Bauhinia variegata L.; Fabaceae - Cercidoidae). Árvore encontrada e muito bem adaptada na maior parte do Brasil.

## Características
- Características das folhas (tamanho; persistência): médias; caducas (Perdendo a maioria ou todas as folhas no inverno ou outono); alternas, simples, coriáceas, apresentam nervura clara e lóbulos arredondados.
- Copa (formato; diâmetro): Arredondada e larga; 4 m
- Clima: Subtropical/Tropical.
- Crescimento: Rápido
- Floração (coloração; época): lilás; julho a outubro (Começa no final do inverno e se estende até a primavera.) Flores Pentâmeras e hermafroditas.
- Frutificação (tipo do fruto; época da frutificação): vagem; outubro a dezembro.
- Origem: Índia e China
- Porte (altura da planta): 4, e até no máximo 12m.
- Propagação: Sementes.
- Raízes: Pivotantes e superficiais; Não são agressivas.
- Observações: Possui associações em suas raízes com bactérias que fixam nitrogênio do ar;
- Suas vagens ficam da cor parda quando maduras, Liberando sementes lenticulares de uma cor castanho claro.

## Cultivo
- Pode ser cultivada em quase qualquer tipo de solo, preferindo solos aerados ricos em material orgânico, e que retenham uma boa quantidade de umidade, apesar de crescer relativamente bem em solos argilosos com poucos nutrientes.
- Quando cultivada a sol pleno, ela tem seu crescimento acelerado, tolerando a meia-sombra tendo no mínimo algumas horas de sol.
- Por não ter raízes agressivas, ela geralmente é utilizada em calçadas, tendo destaque na arborização-urbana.
- Sua adubação geralmente não é necessária quando plantada diretamente no chão. Entretanto, a adubação pode sim acelerar o crescimento e melhorar a saúde da planta.